# Maria Grimaldi (1674–1724)
Marie Grimaldi, z domu Lorańska, księżna Monako, księżna Valentinois, mademoiselle d’Armagnac (ur. 12 sierpnia 1674 w Paryżu, zm. 30 października 1724 w Monako) – księżna Monako jako żona księcia Antoniego I od 1 stycznia 1701 do 30 października 1724.

## Dzieciństwo i młodość
Maria urodziła się 12 sierpnia 1674 w Paryżu jako dziewiąte spośród czternaściorga dzieci księcia Ludwika Lotaryńskiego i Katarzyny de Neufville. Jej ojciec był członkiem prominentnej rodziny Gwizjuszy, która była jedną z linii dynastii z Châtenois. Jej matka była córką Nicolasa de Neufville de Villeroya, francuskiego markiza, marszałka Francji i wychowawcy Ludwika XIV.
Jej rodzeństwo to: 
- Henryk Lorański, hrabia Brionne (ur. 15 listopada 1661, zm. 3 kwietnia 1713),
- Małgorzata Lorańska, po mężu księżna de Cadaval (ur. 17 listopada 1662, zm. 16 grudnia 1730),
- Franciszek Lorański (ur. 28 lutego 1664, zmarł w dzieciństwie),
- Franciszek Armand Lorański, kawaler Lorraine (ur. 13 lutego 1665, zm. 9 czerwca 1728),
- Kamila Lorańska, hrabina Chamilly (ur. 25 października 1666, zm. 6 listopada 1715),
- Armand Lorański (ur. 8 lipca 1668, zm. 1681),
- Filip Lorański (ur. 29 czerwca 1673, zm. 1677),
- Ludwik Alfons Lorański, bailli d’Armagnac (ur. 24 sierpnia 1675, zm. 24 sierpnia 1704),
- Charlotte Lorańska, mademoiselle d’Armagnac (ur. 6 maja 1678, zm. 21 stycznia 1757),
- Anna Maria Lorańska (ur. 29 września 1680, zm. 19 grudnia 1712 w Monako),
- Małgorzata Lorańska (ur. 20 lipca 1681, zmarła w dzieciństwie),
- Karol Lorański, hrabia Armagnac (ur. 22 lutego 1684, zm. 29 grudnia 1751).

## Małżeństwo i rodzina
13 lutego 1688 księżna Maria poślubiła w pałacu wersalskim ówczesnego księcia Valentinois Antoniego Grimaldi. Małżeństwo zaaranżowane było przez króla Francji, Ludwika XIV. Nowa księżna Valentinois miała w dniu ślubu zaledwie trzynaście lat. Nie wniosła zbyt wielkiego posagu do tego związku, ale słynęła z niecodziennej urody. Z małżeństwa przyszło na świat sześć córek:
- Katarzyna Charlotte Grimaldi, mademoiselle Monako (ur. 7 października 1691, zm. 18 czerwca 1696)
- Ludwika Hipolita Grimaldi (ur. 10 listopada 1697, zm. 29 grudnia 1731)
- Elżbieta Charlotte Grimaldi, mademoiselle Valentinois (ur. 3 listopada 1698, zm. 25 sierpnia 1702)
- Małgorzata Kamila Grimaldi, mademoiselle Carlades, po mężu księżna Isenghien (ur. 1 maja 1700, zm. 27 kwietnia 1758)
- Maria Devota Grimaldi, mademoiselle Baux (ur. 15 marca 1702, zm. 24 października 1703)
- Maria Paulina Teresa Devota Grimaldi, mademoiselle Chabreuil (ur. 23 października 1708, zm. 20 maja 1726).

Tylko trzy spośród tych córek przeżyły lata dzieciństwa, a dwie miały własne potomstwo. Najstarsza żyjąca z dziewcząt, Ludwika Hipolita Grimaldi, została później pierwszą i jak dotąd jedyną w dziejach władczynią Monako płci żeńskiej. Mąż księżnej, Antoni I Grimaldi, był niezadowolony z faktu, że wśród jego licznych dzieci nie ma ani jednego syna. Miał kilkoro nieślubnych potomków z różnymi kobietami.

## Księżna Valentinois
Księżna Maria i książę Antoni różnili się charakterami. Ona lubiła zabawy, przyjęcia i pokazy mody, on natomiast znany był z zamiłowania do opery i śpiewaczek operowych. Uważał się ponadto za eksperta od kobiet. Na dodatek wspominano, że za zaaranżowaniem małżeństwa tej pary stała głównie Madame de Maintenon, kochanka króla Francji, Ludwika XIV, która zwyczajnie chciała się pozbyć z dworu rywalki nim władca na dobre zdążył zakochać się w urodziwej pannie. W Monako również pojawiły się podejrzenia, jakoby księżna romansowała z młodym mężczyzną, odwiedzającym dom jej rodziców, a książę spotykał się z paryskimi śpiewaczkami operowymi. Sytuację starał się ratować teść Marii, książę Ludwik I, który poprosił syna, by wykazał się większą tolerancją w stosunku do swojej młodej żony.
Wkrótce król Ludwik XIV zachęcił Marię do tego, by przeprowadziła się do Monako. Jej mąż w tym czasie leczył zranienie, jakie doznał w trakcie udziału w bitwie pod Namur. Kobieta początkowo zachwycona była możliwością samodzielności i niezależności, pozostawała jednak pod czujnym okiem swojego teścia. W tym czasie Antoni pomieszkiwał w Paryżu i wówczas oboje namiętnie oddawali się kolejnym romansom. Rozłąka trwała sześć lat. Stan ten zakończyła interwencja Ludwika XIV, który zaangażował ojca Marii do tego, by znów połączyć książęcą parę.

## Księżna Monako
Zachowanie księżnej Marii i księcia Antoniego oraz kolejne skandale sprawiły, że panujący wówczas w Monako Ludwik I Grimaldi zapragnął, by tron przypadł w udziale jego nieślubnemu synowi, Antoniemu Chavalier Grimaldi. Było to jednak niemożliwe ze względu na to, że był on potomkiem księcia z nieprawego łoża. Książę Ludwik zmarł 1 stycznia 1701 i tego dnia Maria została księżną Monako, a jej mąż zasiadł na tronie jako książę Monako.
Para zdecydowała się zamieszkać w Monako razem, sumiennie wykonując swoje oficjalne obowiązki, ale nie wzbudzając kolejnych nieporozumień. Kwestią sporną było natomiast to, kto ma być przyszłym władcą Monako. Księżna Maria nie chciała mieć już więcej dzieci, więc los księstwa zależał od małżeństw, jakie zawarłyby ich dwie córki, Ludwika Hipolita Grimaldi i Małgorzata Kamila Grimaldi. Maria mieszkała w Monako do 1712 roku. Potem spędzała więcej czasu na dworze francuskim. Zdążyła zorganizować zaślubiny córki Ludwiki Hipolity z księciem Jakubem de Goyon de Matignon oraz Małgorzaty Kamili z Marshalem, księciem Isenghien.
Zmarła 30 października 1724 w Pałacu Książęcym w Monako. Pochowana jest w Katedrze Świętego Mikołaja w Monako.